# Lijst van universiteiten in Hongarije
Dit is een lijst van universiteiten in Hongarije.
- Loránd Eötvös Universiteit (ELTE) - Boedapest
- Lajos Kossuth Universiteit (KLTE) - Debrecen
- Universiteit van Pécs (PTE) - Pécs
- Universiteit van Szeged (SZTE) - Szeged
- Universiteit van Verano te Esztergom
- Universiteit van Miskolc (ME) - Miskolc